# ثورات 1917–1923
كانت ثورات 1917–1923 هي فترة من الاضطرابات السياسية والثورات في جميع أنحاء العالم تأثرت بنجاح الثورة الروسية والاضطراب الناجم عن آثار الحرب العالمية الأولى. وكانت الانتفاضات في الأساس ذات طابع اشتراكي أو مناهض للاستعمار ومعظمها قصير الأجل، ولم تتمكن من الحصول على تأثير طويل المدى. من بين جميع الأنشطة الثورية في تلك الحقبة، فإن الموجة الثورية مابين 1917-1923 كان سببها الاضطرابات التي خلقتها الحرب العالمية الأولى في أوروبا.

## الثورات الشيوعية في أوروبا

### روسيا

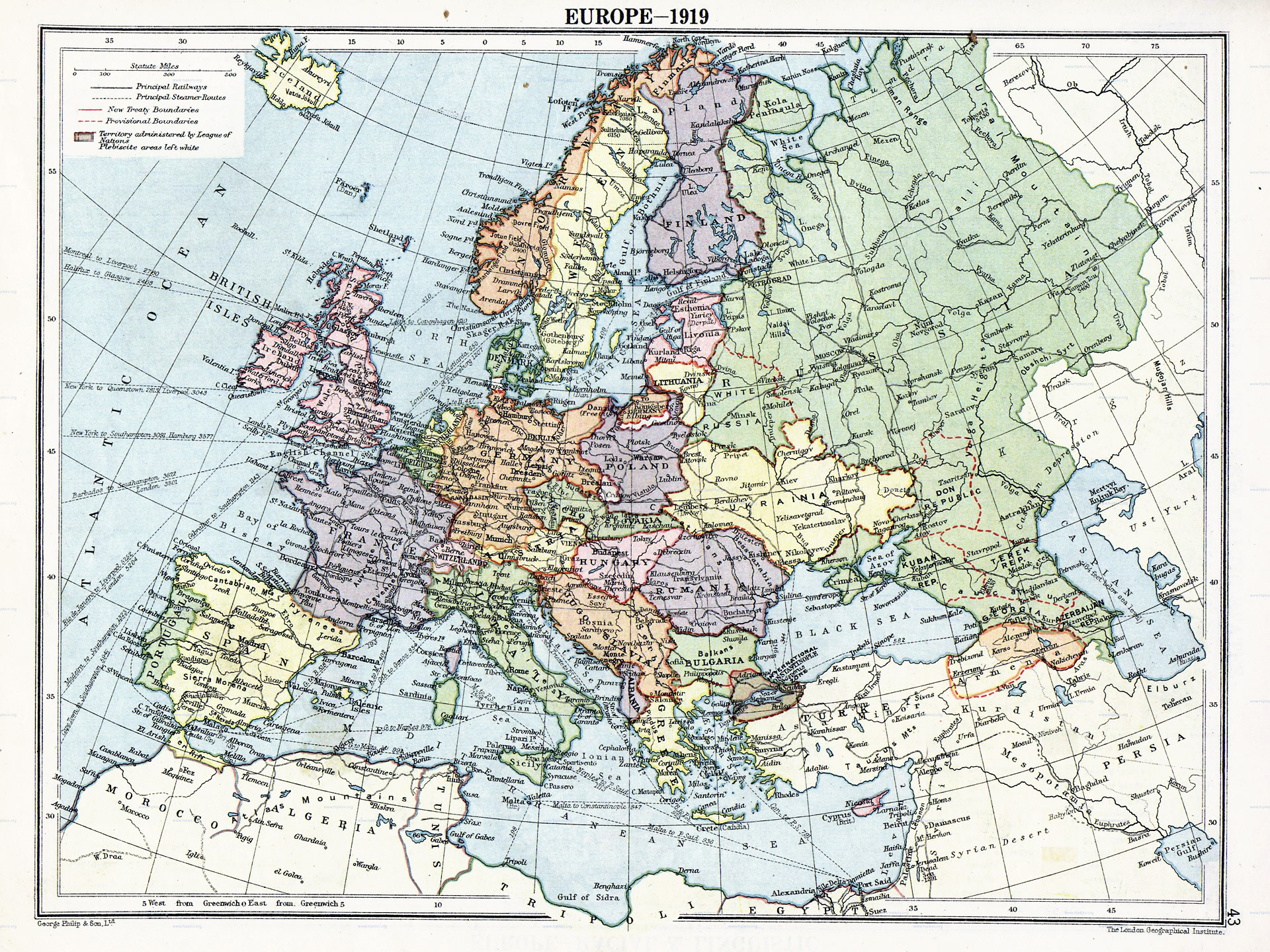
تقسيم أوروبا سنة 1919 بعد معاهدتي برست ليتوفسك وفرساي ولكن قبل معاهدات تريانون ولوزان وريغا وتأسيس الإتحاد السوفيتي والجمهورية التركية

أطاحت ثورة فبراير الليبرالية بالملكية في روسيا الإمبراطورية التي مزقتها الحرب. فأضحى الوضع غير مستقر حيث استولى البلاشفة على السلطة في ثورة أكتوبر. وسرعان ماستسلم الحزب الشيوعي الصاعد أمام الإمبراطورية الألمانية. ثم توجه نحو خصومه السياسيين فقاتلتهم في الحرب الأهلية الروسية بمن فيهم قوات الحلفاء الغازية. وردا على لينين وحزبه البلشفي والاتحاد السوفييتي الناشئ قاتلت ضده مجموعة واسعة من الفصائل الإيديولوجية التي تعادي الشيوعية ولا سيما الحركة البيضاء المناهضة للثورة وجيش الفلاحين الأخضر والحركات القومية المختلفة في أوكرانيا مابعد الثورة الروسية وغيرها من الدول المحتملة الموجودة في القوقاز ووسط آسيا السوفيتيتين من خلال الثورة الروسية الثالثة المستوحاة من الفوضويين وتمرد تامبوف.
بدأ الإنهاك بالدولة بحلول 1921 وانهارت وسائل النقل والأسواق وظهرت تهديدات بالمجاعة، وحتى العناصر المنشقة من الجيش الأحمر نفسه بدأت بالثورة ضد الدولة الشيوعية كما ظهر في تمرد كرنشتات. ومع ذلك فقد كانت القوى المناهضة للبلاشفة غير منسقة وغير منظمة وكان عملها بعيد عن المراكز. وتمكن الجيش الأحمر الذي عمل في المركز من هزيمتهم واحدا تلو الآخر واستعاد السيطرة على منطقة القوقاز. كان الفشل الكامل للكومنترن -استوحت الثورات من تجربة موسكو الباهتة، حيث انتقلت من الثورة العالمية إلى نغمة الاشتراكية في البلد الواحد- أي في روسيا. تحرك لينين لفتح علاقات تجارية مع بريطانيا وألمانيا وغيرها من الدول الكبرى. والأهم من ذلك أن لينين أدخل في 1921 نوعًا من الرأسمالية الصغيرة النطاق مع سياسته الاقتصادية الجديدة (NEP). وفي استمرار الثورة والثورة المضادة ولد اتحاد الجمهوريات الاشتراكية السوفياتية (اتحاد الجمهوريات الاشتراكية السوفياتية) رسميا في سنة 1922.

### أوروبا الغربية

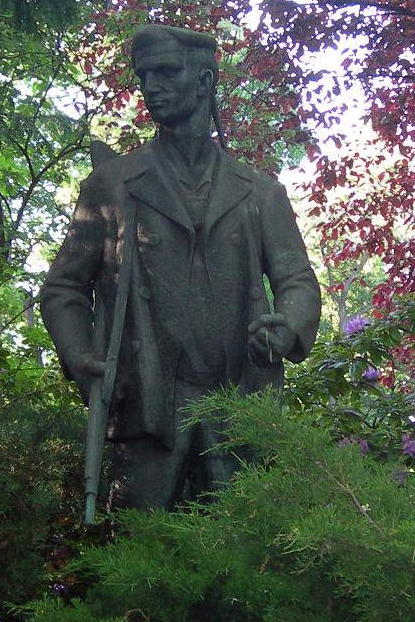
تمثال الجندي الثوري. النصب التذكاري للثورة الألمانية في برلين

ألهمت الانتصارات اللينينية باندفاع الحركة الشيوعية العالمية: الثورة الألمانية الكبرى ونتاجها مثل الجمهورية السوفيتية البافارية، بالإضافة إلى الثورة المجرية المجاورة والسنتين الحمراوين (Biennio Rosso) في إيطاليا بالإضافة إلى العديد من الانتفاضات والاحتجاجات الصغيرة. فقد اثبتت كلها عدم اكتمالها.
بينما سعى البلاشفة إلى تنظيم الموجة الجديدة من الثورات في الشيوعية الدولية التي قادها السوفييت، انفصلت الأحزاب الشيوعية الجديدة عن منظماتها الاشتراكية القديمة والدولية الثانية المعتدلة. وبالرغم من طموحات الثورة العالمية إلا أن حركة الكومنترن المنبوذة نالت خلال الجيل التالي على انتكاسات أكثر من النجاحات، ومن ثم ألغيت في سنة 1943. وبعد انتهاء الحرب العالمية الثانية احتل الجيش الأحمر معظم أوروبا الشرقية، فتمكن الشيوعيون من الوصول إلى السلطة في دول البلطيق وبولندا والمجر وتشيكوسلوفاكيا ورومانيا وبلغاريا وألمانيا الشرقية.

## ثورات غير شيوعية

### أيرلندا
في أيرلندا التي كانت آنذاك جزءاً من المملكة المتحدة اندلعت ثورة عيد الفصح القومية سنة 1916 التي دفعت بحرب الاستقلال الأيرلندية (1919-1921) في نفس الفترة التاريخية التي انبثقت فيها الموجة الأولى من الثورة الشيوعية. كانت الحركة الجمهورية الإيرلندية في ذلك الوقت ذات أغلبية وطنية وشعبية، وعلى الرغم من أنها كانت تتمتع بمواقف يسارية واحتوت اشتراكيين وشيوعيين، إلا أنها لم تكن شيوعية. ومع ذلك فقد وجدت كلا من الجمهوريتان الإيرلندية والسوفيتية الروسية أرضية مشتركة في معارضتهما للمصالح البريطانية وأقامتا علاقة تجارية.

### المكسيك
جرى نفس الشيء على الثورة المكسيكية (1910-1920) التي اندلعت في 1910 ولكن الثورة انتقلت إلى قتال بين فصائل المتمردين سنة 1915، حيث أن القوى الأكثر تطرفًا وهم إيمليانو زاباتا وبانشو فيا قد خسروا القواعد الأكثر محافظة وجيشهما الدستوري. ثم تخلى الفيلستاسيون وهم آخر مجموعة كبيرة ممن يعادون الثورة عن حملتهم المسلحة سنة 1920، فتوقفت صراعات الداخلية لفترة من الزمن بعد أن قام الجنرال الثوري ألفارو أوبريغون برشوة أو قتل حلفائه السابقين وخصومه على حد سواء. إلا أن العقد التالي شهد اغتيال أوبريغون وعدة أشخاص آخرين، في محاولات انقلاب عسكرية فاشلة وانتفاضات يمينية ضخمة، فاندلعت حرب كريستيروس بسبب الاضطهاد الديني للكاثوليك.

### مالطا
تميز يوم السابع من يونيو 1919 بالإيطالي:(Sette Giugno) بسلسلة من أعمال الشغب والاحتجاجات من السكان المالطيين، في البداية كان ردة فعل على ارتفاع تكاليف المعيشة في أعقاب الحرب العالمية الأولى وإقالة مئات العمال من حوض بناء السفن. تزامن هذا مع المطالب الشعبية بالحكم الذاتي والتي أسفرت عن تشكيل الجمعية الوطنية في فاليتا في نفس الوقت من أعمال الشغب. ساعدت تلك الأحداث بتعزيز الانتفاضة، حيث توجه العديد من الناس إلى فاليتا لإظهار دعمهم للجمعية. أدى ذلك إلى قيام القوات البريطانية بإطلاق النار على الحشود مماأسفر عن مقتل أربعة أشخاص. وكانت تكاليف المعيشة بعد الحرب قد ارتفعت ارتفاعا كبيرا حيث الواردات محدودة وارتفاع في أسعار الغذاء التي أصبحت نادرة؛ مما خلق ثروة لدى المزارعين والتجار ممن لديهم فائض أغذية للمتاجرة.

### مصر
اندلعت الثورة المصرية 1919 في جميع أنحاء مصر ضد الاحتلال البريطاني لمصر والسودان. حيث ثار الناس من مختلف الأطياف في أعقاب نفي زعيم الثورة سعد زغلول ومن معه من أعضاء حزب الوفد في 1919. وقد أدت الثورة إلى اعتراف بريطانيا باستقلال مصر سنة 1922 وانشاء دستور جديد في 1923. ومع ذلك واصلت بريطانيا السيطرة على ماتم تغييره إلى المملكة المصرية، فتمكنوا من توجيه الملك والسيطرة على منطقة القناة والسودان وإدارة الشؤون الخارجية والعسكرية لمصر. وفي سنة 1936 توفي الملك فؤاد فورث ابنه فاروق عرش مصر بعمر السادسة عشرة الذي اعرب عن قلقه إزاء الحرب الإيطالية الحبشية الثانية بعد غزو إيطاليا اثيوبيا، فوقع الملك فاروق على معاهدة الأنجلو المصرية حيث نقلت بريطانيا جميع قواتها من مصر إلى قناة السويس. وقد استخدمت القوات البريطانية مصر خلال الحرب العالمية الثانية قاعدة رئيسية لعملياتها في منطقة الشرق الأوسط. ثم سحبت قواتها في سنة 1947 إلى منطقة قناة السويس لكن المشاعر القومية والمعادية لبريطانيا استمرت إلى مابعد الحرب

### الثورات الشيوعية في الفترة 1917–1924
- الثورة الروسية (1917)
- الإقليم الحر (أوكرانيا) (1918)
- الحرب الأهلية الفنلندية (1918)
- ثورة نوفمبر الألمانية (1918–1919)
- جمهورية ألبونا (1921)
- الحرب الأهلية الصينية (1927–1950/1936)

### انتفاضات يسارية ضد الاتحاد السوفيتي
- الجيش الأوكراني الثوري المتمرد (1918–1922)

### ثورات مضادة ضد الاتحاد السوفيتي 1917-1921
- الحركة البيضاء (1917–1923)
- جمهورية شمال القوقاز الجبلية (1917–1920)
- جمهورية أرمينيا (1918-1920)
- جمهورية جورجيا الديموقراطية (1918–1921)
- جمهورية أذربيجان الديمقراطية (1918–1920)

### ثورات سوفيتية ضد الثورات المضادة 1918–1919
- الحرب الأهلية الروسية (1917–1923)
- الإرهاب الأحمر (الاتحاد السوفييتي) (1918)
- الحرب البولندية السوفيتية (1919–1921)

### غيرها
- الحرب الأهلية الفنلندية (1918)
- انتفاضة بولندا الكبرى (1918–19)
- حرب الإستقلال التركية (1919–1922)
- ثورة العشرين (1920)